# Eva Longoria
Eva Jacqueline Longoria, ameriška filmska in televizijska igralka, fotomodel in producentka, * 15. marec 1975, Corpus Christi, Teksas, Združene države Amerike.
Njena najbolj slavna vloga je vloga Gabrielle Solis v ABC-jevi televizijski seriji Razočarane gospodinje.
Svetovno priznan fotomodel je Eva Longoria postala po letu 2000, ko se je začela pojavljati v raznih reklamnih oglasih, moških revijah in na naslovnicah ženskih revij, kot so Vogue, Marie Claire in Harper's Bazaar. V letu 2008 je dosegla štirinajsto mesto na lestvici revije FHM, »Najprivlačnejše ženske leta 2008«. Leta 2007 se je poročila s Tonyjem Parkerjem, NBA-jevim branilcem.

## Zgodnje življenje
Eva Longoria se je kot Eva Jacqueline Longoria rodila 15. marca 1975 v Corpus Christi, Nueces County, Teksas, Združene države Amerike kot hči mehiških staršev Enriquea Longorie, Jr. in Elle Eve Mireles. Vzgojena je bila v duhu krščanske vere. Eva Longoria je najmlajša izmed štirih hčera, njenim sestram pa je ime Elizabeth Judina, Emily Jeannette in Esmeralda Josephina. Njena družina je v Teksasu živela že preden so se oblikovale Združene države Amerike in se na to območje naselili angleško-govoreči prebivalci.
Kljub temu, da so generacije družine obdelovale kmetijske površine, je imela družina pogosto zelo malo denarja; Enrique in Ella sta se več let trudila, da bi svojim hčeram zagotovila ustrezno vzgojo. V intervjuju v oddaji The Oprah Winfrey Show leta 2006 je Eva Longoria gledalcem prikazala vpogled v stiske, s katerimi se je soočala v otroštvu, saj je odraščala v revni družini; na lokaciji družinske kmetije je namestila kamere in prikazala, kakšno je bilo njeno otroštvo. Eva Longoria je priznala, da se je finančno stanje družine izboljšalo šele, ko je uspela v igralskem poslu. V intervjuju z novinarko revije Dateline, Stone Phillips, je dejala, da so jo njene sestre pred uspehom večkrat ignorirale. »Odrasla sem kot grdi raček. Včasih so me klicale 'la prieta fea,' kar pomeni 'tista grdo temna',« je dejala.
Eva Longoria je originalno želela postati fotomodel in poslala svoje fotografije več modnim agencijam, vendar so jo zaradi njene višine vse zavrnile. Šolala se je na šoli Marvin P. Baker Middle School in kasneje na šoli Roy Miller High School; nazadnje je dobila akademsko diplomo iz kineziologije na univerzi Texas A&M University-Kingsville. V letu 1998 je dobila naslov Miss Corpus Christi, USA. Po končanem kolidžu se je prijavila na tekmovanje talentov, ki jo je pripeljalo do Los Angelesa, Kalifornija, kjer je kmalu za tem podpisala pogodbo z igralskim agentom.

## Kariera
Eva Longoria je bila v začetku svoje kariere plesalka za glasbeno skupino The Pussycat Dolls. Svojo prvo televizijsko vlogo je dobila leta 2000, ko je zaigrala v televizijski seriji Beverly Hills, 90210. V istem letu je zaigrala tudi v televizijski seriji General Hospital, nato pa je doživela svoj preboj z ameriško telenovelo Mladi in nemirni, v kateri je od leta 2001 do leta 2003 igrala psihotično Isabello Braño Williams.
Potem, ko je zapustila igralsko zasedbo serije Mladi in nemirni, se je pojavila v danes že ukinjeni različici serije Dicka Wolfa, Dragnet. Kljub temu, da je serija trajala samo dve sezoni, je z njo Eva Longoria, ki je imela v njej glavno vlogo, še bolj zaslovela. Po seriji Dragnet je zaigrala v dveh ne preveč uspešnih projektih - v neuspešnem filmu Señorita Justice in v televizijskem filmu The Dead Will Tell.
Leta 2004 je Eva Longoria dobila eno izmed najpomembnejših vlog v svoji karieri. Zaigrala je kot odrasla Gabrielle Solis v svetovno uspešni ABC-jevi televizijski seriji Razočarane gospodinje. Ko je čez noč postala senzacija, je njena kariera postala veliko bolj uspešna. Sama ni nikoli menila, da je njena kariera postala uspešna šele po Razočaranih gospodinjah: »Zdi se mi smešno, da ljudje pravijo, da sem postala slavna čez noč, glede na to, da sem na tem delala več kot deset let.« O tem, kako je dobila vlogo Gabrielle Solis v seriji Razočarane gospodinje je povedala:
Takoj, ko sem prebrala scenarij sem vedela, da je nekaj posebnega. Kreator serije me je vprašal, kaj si mislim o celotnem scenariju. Povedala sem mu, da si še nisem ustvarila mnenja, saj sem prebrala samo scenarij za svoj lik. Zasmejal se mi je in mi povedal, da sem vlogo dobila. Menil je, da je bil moj odgovor natanko takšen, kot bi bil odgovor Gabrielle.
Kmalu po seriji Razočarane gospodinje je zaigrala v neuspešnem televizijskem filmu Carlita's Secret, ki ga je tudi producirala. V letu 2006 je za svojo upodobitev Gabrielle Solis v televizijski seriji Razočarane gospodinje prejela nominacijo za Zlati globus v kategoriji za »najboljši nastop igralke v televizijski seriji, muzikalu ali komediji«, nominacijo za serijo pa so prejele še mnoge druge igralke iz serije. Kljub temu, da nobena izmed njih nagrade ni dobila, je prejela nagrado ALMA Award za osebo leta. Poleg igralcev Michaela Douglasa in Kieferja Sutherlanda je leta 2006 zaigrala v trilerju Agent na begu, kar je bila njena prva glavna vloga v filmu. Istega leta je zaigrala Sylvio v filmu Težki časi poleg Freddyja Rodrigueza in Christiana Balea.
Revija People en Español jo je leta 2003 uvrstila na svoj seznam »Najlepših ljudi«. Eva Longoria se je uvrstila tudi na sezname z najlepšimi ljudmi v Hollywoodu in se uvrstila na prvo mesto Maximove lestvice »Najprivlačnejših ženskih zvezdnic« v letu 2005 in 2006 ter tako postala prva ženska, ki se je na vrhu seznama pojavila dve zaporedni leti. V letu 2007 se je na tem istem seznamu pojavila na devetem mestu.
Eva Longoria je bila izbrana za upodobitev Mariah Carey v Broadwayski igri, ki govori o ameriški pop pevki. Prva izbira za upodobitev Mariah Carey je bila Leona Lewis. Poleg Eve Longorie Parker je bila za vlogo predlagana tudi Vanessa Hudgens. V aprilu 2009 je pristala na vrhu seznama revije People en Español, Los 50 Más Bellos. Na naslovnici revije je pozirala skupaj z Maite Perroni in Ano Bárbaro.
Pojavljale so se govorice, da bo upodobila Janet Van Dyne (alias The Wasp) v prihajajočem filmu Avengers, saj so jo ujeli pri branju stripov, po katerih bo film posnet.
Eva Longoria Parker se bo tudi pojavila in producirala film, ki je trenutno naslovljen kot 1954. Film je navdihnilo življenje osebe iz Puerto Rica, ki prihaja iz Brazilije, Lolite Lebrón.

## Ostala dela
V januarju leta 2007 je Eva Longoria Parker izbrana za prvi obraz Bebe Sport. Pojavila se je v pomladno-poletni kampanji, za katero jo je fotografiral Greg Kadel. Igralka ima tudi podpisano pogodbo z L'Oréal in Hanes, New York & Co.
Eva Longoria Parker je podpisala pogodbo s sladoledi Magnum, Heineken, in z L'Oréal. Je del Microsoftove kampanje »I'm A PC«, ona in Tony Parker pa se trenutno pojavljata v kampanji za London Fog.
V aprilu leta 2010 je Eva Longoria izdala svojo prvo dišavo, »Eva by Eva Longoria«.

## Zasebno življenje
Eva Longoria ima pretežno evropske in armenske korenine, ki so jih zasledili pri njenem dedku v devetem kolenu, Lorenzu Suarezu de Longorii (roj. v Oviedu, 1592), ki se je odselil leta 1603 v Viceroyalty of New Spain (špansko: Virreinato de Nueva España), danes Mehika in čigar družina izvira iz majhne vasice, imenovane Llongoria, Belmonte de Miranda, Asturias, Španija. Priimek Longoria je kastiljskega izvora.
Po preizkavah, ki jih je izvedel profesor Henry Louis Gates, Jr. iz univerze Harvard v letu 2010 za PBS-jevo serijo Faces of America (Obrazi Amerike), ima Eva Longoria Parker 75 % evropskih (španskih), 22 % azijskih (armenske) in 3 % afriških korenin. Čez generacije so se predniki Longoriove preselili na sever preko današnje meje med Mehiko in Združenimi državami Amerike. V letu 1767 je njen dedek v sedmem kolenu prejel skoraj 4000 arov zemlje okoli Rio Grandea od kralja Španije. Skozi stoletja je zemlja ostajala v družini in družina jo je obdržala tudi med naseljevanjem angleško-govorečega prebivalstva, vojno med Mehiko in ZDA in ameriško državljansko vojno.
Eva Longoria se je poročila s soigralcem iz televizijske serije General Hospital Tyler Christopher, njun zakon pa je trajal od leta 2002 do leta 2004.
30. novembra 2006 se je zaročila z NBA-jevim branilcem Tonyjem Parkerjem. Poročila sta se v petek, 6. julija 2007 v Parizu, kakor je zahteval francoski zakon. Temu je sledila tradicionalna krščanska poroka v cerkvi Saint-Germain l'Auxerrois v Parizu, Francija v soboto 7. julija 2007.
Njun zakon je bil prvič na preizkušnji, ko je francoska manekenka Alexandra Paressant trdila, da je imela afero s Tonyjem Parkerjem. Oba, Tony Parker in Eva Longoria Parker sta odločno zanikala te obtožbe, njuni tiskovni predstavniki pa so dejali: »Vsi slavni pari so večkrat žrtve takšnih stvari, kar njihovo razmerje postavi na preizkušnjo. Sploh pa ni prvič, da je ta ženska uporabila športnika, da bi javnost postavila v slabo luč.« Tony Parker je nazadnje vložil tožbo za 20 milijonov $ proti spletni strani, ki je prva objavila te govorice. Spletna stran je kasneje navedla veliko razlogov za objavo in opravičilo: »X17online.com in X7, Inc. obžalujeta, da so ju gdč. Paressant in njeni predstavniki zavedli ter se opravičujejo g. Parkerju za kakršno koli škodo ali neprijetnosti, ki jih je objava povzročila njemu ali njegovi ženi.«
Leta 2008 je Eva Longoria odprla restavracijo v zahodnem Hollywoodu imenovano Beso, kar v španščini pomeni »poljub«. Ona in njen poslovni partner Todd English sta drugo restavracijo v Las Vegasu decembra 2009. V hollywoodski restavraciji so posneli pilot za resničnostno serijo Beso: Waiting on Fame, ki bo pozno leta 2010 izšla na kanalu VH1.
Leta 2009 se je vpisala v program politične znanosti na univerzi Cal State University, Northridge. Eva Longoria Parker svojo odločitev obrazložila: »Na študij sem se vpisala zaradi mojega sodelovanja z NCLR in mojih dobrodelnih del, saj si zares želim več verodostojnega razumevanja moje družbe in spremeniti marsi kaj.«
V septembru 2009 je Eva Longoria Parker prejela naziv dvo-partizanske komisije, ki je izdala nalogo določanja izvedljivosti kreacije muzeja National Museum of the American Latino.
Ko bodo posneli zadnjo sezono serije Razočarane gospodinje se Eva Longoria Parker namerava s svojim možem Tonyjem Parkerjem preseliti v Francijo. Izrazila je nekoliko nejasnosti s kolegico iz Razočaranih gospodinj, igralko Nicolette Sheridan, ki je vložila tožbo proti kreatorju serije, Marcu Cherryju.

### Dobrodelnost
Eva Longoria Parker je leta 2006 ustanovila organizacijo Eva's Heroes, dobrodelno organizacijo, ki pomaga razvojno invalidnim otrokom. Je govornica za dobrodelno organizacijo PADRES Contra El Cancer. Za dobrodelne namene je podpisovala čevlje za projekt Spirit of Women Red Shoe Celebrity Auction. Podpira tudi dobrodelne organizacije, kot so Clothes Off Our Back Foundation, National Center for Missing and Exploited Children, National Stroke Association, Project HOME in St. Jude Children's Research Hospital. Eva Longoria Parker producira Shine Global Inc.-jev prihajajoči dokumentarni film The Harvest, ki govori o 500.000 otrocih kmetijskih delavcev v gospodarstvu ZDA, trenutno pa še vedno zbirajo denar za film.
Eva Longoria je bila imenovana za dobrodelno osebo leta s strani revije Hollywood Reporter za »njeno zavezanost k latinskim američanom in pomoč skupnosti.« Leta 2009 se je pojavila v televizijski oddaji Fort Boyard, kjer je za organizacijo Make-A-Wish Foundation 20.000 €.

## Opomba
Kljub podobnosti med imenoma, Eva Longoria in igralec Tampa Bay Rays, Evan Longoria nista povezana. Kakorkoli že, ko so Tampa Bay Rays zmagali na ameriškem bejzbolskem tekmovanju leta 2008, mu je poslala steklenico šampanjca in se mu v opombi zahvalila, ker bo obdržal priimek v svoji družini.

## Filmografija
| Leto    | Naslov                   | Vloga                    | Opombe                    |
| ------- | ------------------------ | ------------------------ | ------------------------- |
| 2000    | Beverly Hills, 90210     | Stevardesa #3            | 1 epizoda                 |
| 2000    | General Hospital         | Brenda Barrett Lookalike | 1 epizoda                 |
| 2003    | Mladi in nemirni         | Isabella Brana Williams  |                           |
| 2003    | Snitch'd                 | Gabby                    |                           |
| 2003    | Dragnet                  | Det. Gloria Duran        | 10 epizoda                |
| 2004    | Señorita Justice         | Det. Roselyn Martinez    | Manjša vloga              |
| 2004    | The Dead Will Tell       | Jeanie                   |                           |
| 2004    | Carlita's Secret         | Carlita/Lexus            | Glavna vloga              |
| 2004    | Razočarane gospodinje    | Gabrielle Solis          | 144 epizod (2004 - danes) |
| 2005    | Hustler's Instinct       | Vanessa Santos           |                           |
| 2005    | Težki časi               | Sylvia                   | Stranska vloga            |
| 2006    | George Lopez             | Brooke                   | 1 epizoda                 |
| 2006    | Agent na begu            | Jill Marum               | Stranska vloga            |
| 2007    | Sedem dni skomin         | Consuela                 |                           |
| 2008    | Samo prek njenega trupla | Kate Spencer             | Glavna vloga              |
| 2008    | Lower Learning           | Rebecca Seabrook         | Glavna vloga              |
| 2008    | Otroška bolnišnica       | Nova direktorica         | 1 epizoda                 |
| Neizdan | Foodfight!               | Lady X                   | Glas                      |
| 2010    | Dias de Gracias          |                          | V snemanju                |
| 2010    | Tenement                 | [ 50 ]                   |                           |
| 2011    | Cristiada                |                          | V snemanju                |

## Nagrade in nominacije
| Leto | Rezultat   | Nagrada                    | Kategorija                                                    | Film ali serija                                         |
| ---- | ---------- | -------------------------- | ------------------------------------------------------------- | ------------------------------------------------------- |
| 2002 | Dobila     | ALMA Award                 | Izstopajoča igralka v dramski seriji                          | Mladi in nemirni                                        |
| 2006 | Dobila     | ALMA Award                 | Oseba leta                                                    | -                                                       |
| 2007 | Dobila     | Bambi Award                | Mednarodna TV serija                                          | Razočarane gospodinje                                   |
| 2005 | Nominirana | DVD Exclusive Award        | Najboljša igralka (v premieri filma na DVD-ju)                | Carlita's Secret                                        |
| 2006 | Nominirana | Zlati globus               | Najboljši nastop v televizijski seriji, muzikalu ali komediji | Razočarane gospodinje                                   |
| 2005 | Nominirana | Imagen Foundation Awards   | Najboljša igralka - Televizija                                | Razočarane gospodinje                                   |
| 2007 | Nominirana | Imagen Foundation Awards   | Najboljša igralka - Televizija                                | Razočarane gospodinje                                   |
| 2007 | Dobila     | People's Choice Awards     | Najljubša ženska televizijska zvezdnica                       | Razočarane gospodinje                                   |
| 2005 | Dobila     | Screen Actors Guild Awards | Izstopajoči nastop igralske zasedbe v humoristični seriji     | Razočarane gospodinje(skupaj z ostalo igralsko zasedbo) |
| 2006 | Dobila     | Screen Actors Guild Awards | Izstopajoči nastop igralske zasedbe v humoristični seriji     | Razočarane gospodinje(skupaj z ostalo igralsko zasedbo) |
| 2007 | Nominirana | Screen Actors Guild Awards | Izstopajoči nastop igralske zasedbe v humoristični seriji     | Razočarane gospodinje(skupaj z ostalo igralsko zasedbo) |
| 2008 | Nominirana | Screen Actors Guild Awards | Izstopajoči nastop igralske zasedbe v humoristični seriji     | Razočarane gospodinje(skupaj z ostalo igralsko zasedbo) |
| 2009 | Nominirana | Screen Actors Guild Awards | Izstopajoči nastop igralske zasedbe v humoristični seriji     | Razočarane gospodinje (skupaj z igralsko zasedbo)       |
| 2005 |            | Teen Choice Awards         | Izbira TV igralke: Komedija                                   | Razočarane gospodinje                                   |
| 2005 | Dobila     | Teen Choice Awards         | Izbira TV prebojnega nastopa - Ženska                         | Razočarane gospodinje                                   |
| 2006 | Nominirana | Teen Choice Awards         | TV - Izbira igralke: Komedija                                 | Razočarane gospodinje                                   |
| 2007 | Nominirana | Teen Choice Awards         | TV - Izbira igralke: Komedija                                 | Razočarane gospodinje                                   |
| 2009 | Nominirana | Teen Choice Awards         | TV - Izbira igralke: Komedija                                 | Razočarane gospodinje                                   |
| 2009 | Nominirana | Ewwy Award                 | Najboljša igralka v humoristični seriji                       | Razočarane gospodinje                                   |
| 2010 | Nominirana | Ewwy Award                 | Najboljša igralka v humoristični seriji                       | Razočarane gospodinje                                   |
| 2010 | Nominirana | Teen Choice Award          | Izbira ženske ikone rdečih preprog                            |                                                         |